# Костюженская психиатрическая больница
Костюженская психиатрическая больница (рум. Spitalul Clinic de Psihiatrie) — психиатрическая больница, расположенная неподалёку от Кишинёва в городе Кодру. Основана в 1895 году при Костюженском монастыре.

## История
До появления психиатрических больниц душевнобольные люди могли найти свой приют лишь в монастырях, из-за распространённого мнения об одержимости этих людей. Вследствие этого некоторые психиатрические больницы были открыты при монастырях, как и в случае Костюженской больницы. До постройки лечебницы психиатрическую помощь оказывали в специализированном отделении Губернской земской больницы, и первые 100 пациентов прибыли именно оттуда. Строительство велось с 1895 по 1904 годы. Первые корпуса больницы были спроектированы архитекторами Александром Бернардацци и Цалелем Гингером
.
Первоначально больница имела 12 лечебных корпусов, впоследствии сильно повреждённых несколькими землетрясениями, которые ждут реконструкции, так как обладают архитектурной ценностью. А также сельскохозяйственную колонию площадью в 400 гектаров, в которой работали сами пациенты, обеспечивая себя продовольствием.